# シャラン＝サン＝ヴィクトル
シャラン＝サン＝ヴィクトル（フランス語: Challand-Saint-Victor [ʃalɑ̃ sɛ̃ viktɔʁ]）は、イタリア共和国ヴァッレ・ダオスタ州にある、人口約500人の基礎自治体（コムーネ）。

## 地理

### 位置・広がり

#### 隣接コムーネ
隣接するコムーネは以下の通り。
- アルナド
- シャラン＝サンタンセルム
- エマレーズ
- イッシム
- モンジョヴェ
- ヴェール

## 行政

### 分離集落
シャラン＝サン＝ヴィクトルには、以下の分離集落（フラツィオーネ）がある。
- Abaz, Champeille, Châtaignères, Isollaz, Nabian, Sizan, Targnod, Verval, Ville (sede comunale), Viran